# 沈曰富
沈曰富（?—?），吴江人。
早年受業於姚樁，舉人出身，有兄弟沈曰壽、沈曰康。好作詩，道光、咸丰年间與吳中詩人陳壽熊、顧廣譽等結成红梨社，相與唱酬。著有《受恆受漸齋集》六卷。